# Regensburg Hauptbahnhof
Regensburg Hauptbahnhof – główny dworzec kolejowy w Ratyzbonie, w kraju związkowym Bawaria, w Niemczech. Znajdują się tu 3 perony.